# Red Cedar, Wisconsin
Red Cedar là một thị trấn thuộc quận Dunn, tiểu bang Wisconsin, Hoa Kỳ. Năm 2010, dân số của thị trấn này là 2.031 người.